# Neolitsea microphylla
Neolitsea microphylla är en lagerväxtart som beskrevs av Elmer Drew Merrill. Neolitsea microphylla ingår i släktet Neolitsea och familjen lagerväxter. Inga underarter finns listade i Catalogue of Life.